# SN 2005bm
SN 2005bm – supernowa typu Ia odkryta 3 kwietnia 2005 roku w galaktyce A152045+3648. W momencie odkrycia miała maksymalną jasność 19,50m.